# The Equalizer 2
The Equalizer 2 (de vegades promocionat com a The Equalizer II o EQ2) és una pel·lícula d'acció de justiciers estatunidenca del 2018 dirigida per Antoine Fuqua. És la seqüela de la pel·lícula de 2014 L'equalitzador, que es basava en la sèrie de televisió homònima. La pel·lícula és protagonitzada per Denzel Washington en el paper principal, Pedro Pascal, Ashton Sanders, Melissa Leo, Bill Pullman i Orson Bean en el seu darrer paper. Segueix el marine retirat i exoficial de la Agència d'Intel·ligència de la Defensa Robert McCall mentre emprèn el camí de la venjança després que un dels seus amics sigui assassinat. La cinta és la quarta col·laboració entre Washington i Fuqua, després de Training Day (2001), L'equalitzador (2014) i The Magnificent Seven (2016).
El plantejament d'una seqüela de L'equalitzador va començar set mesos abans de l'estrena de la primera pel·lícula. El projecte es va anunciar oficialment l'abril de 2015. El rodatge va començar el setembre de 2017 i va tenir lloc a Boston i altres zones de Massachusetts. També és la primera vegada que Washington protagonitza una seqüela d'una de les seves pel·lícules.
The Equalizer 2 es va estrenar als Estats Units el 20 de juliol de 2018 amb la distribució de Sony Pictures Releasing. Va rebre crítiques diverses, amb comentaris elogiosos sobre l'actuació de Washington i les seqüències d'acció de la pel·lícula, però que van criticar el ritme i el nombre de trames secundàries. No obstant això, la pel·lícula va ser un èxit comercial, va recaptar 190 milions de dòlars a tot el món amb un pressupost de producció de 62 milions de dòlars.
El 30 de novembre de 2021 es va incorporar a Netflix la versió original subtitulada al català.
Una seqüela, titulada The Equalizer 3, està previst que s'estreni l'1 de setembre de 2023, que Washington repeteixi el seu paper protagonista i que Fuqua torni a dirigir-la.

## Repartiment
- Denzel Washington com a Robert McCall
- Pedro Pascal com a Dave York
- Ashton Sanders com a Miles Whittaker
- Orson Bean com a Sam Rubinstein
- Bill Pullman com a Brian Plummer
- Melissa Leo com a Susan Plummer
- Jonathan Scarfe com a Resnik
- Sakina Jaffrey com a Fatima
- Kazy Tauginas com a Ari
- Garrett Golden com a Kovac
- Tamara Hickey com a Grace Braelick
- Rhys Cote com a filla de la Grace
- Adam Karst com a exmarit turc de la Grace
- Antoine de Lartigue com a Mr. Calbert (marit belga)
- Abigail Marlowe com a Jana Calbert (esposa belga)